# 汪元范
汪元范（?—?），字明生，明代冀縣人。
早年為諸生，博學好古，於書無所不讀。嘗遊長安，與南思受、呂桓伯等友好。與邢侗友好，多次在泲園留宿與邢侗遊園、賞蓮。著有《以南草》、《景波樓草》、《名山評語》、《樗林稿》等集。